# Campeonato Europeo de Atletismo de 1962

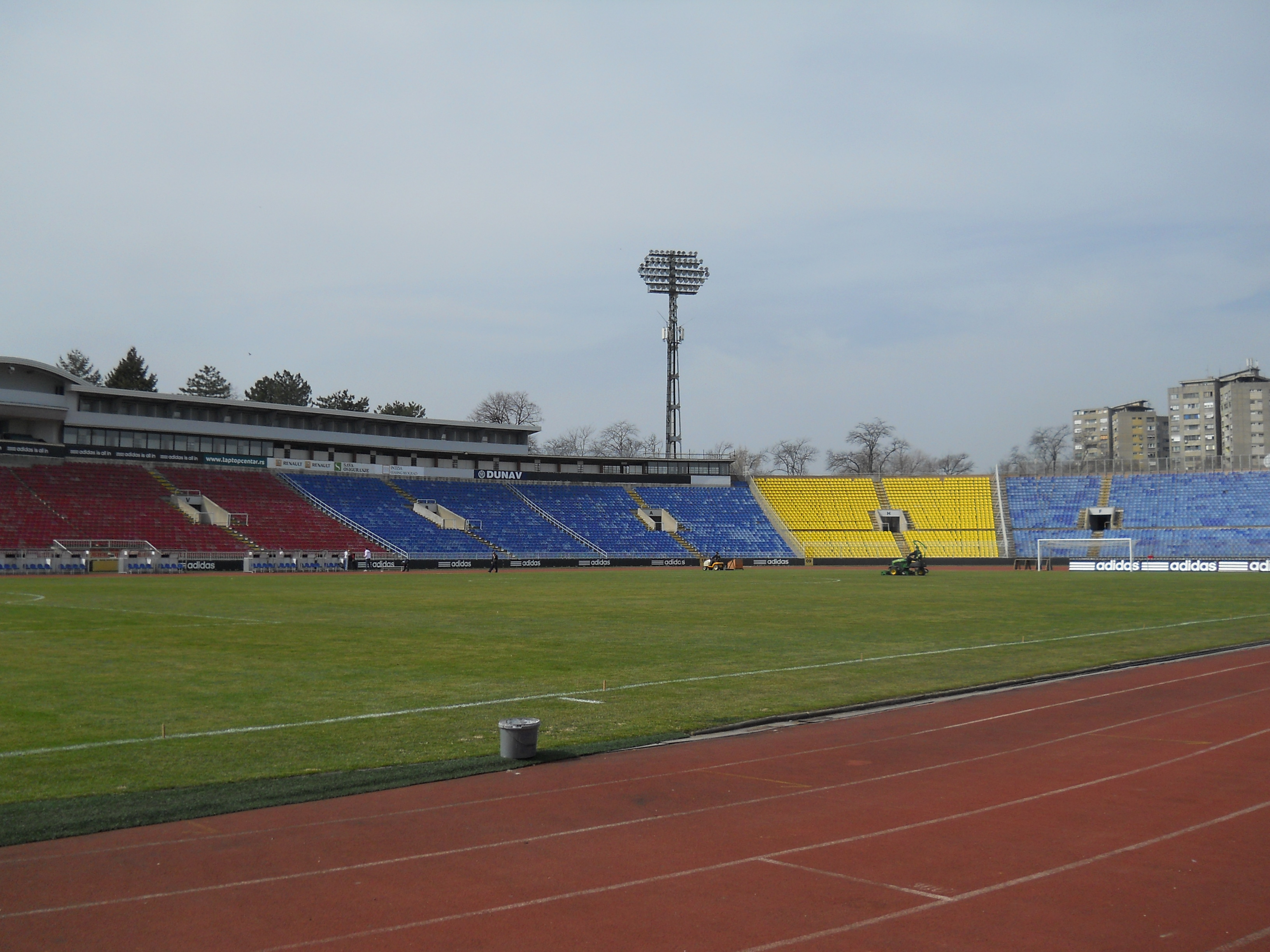
Estadio Partizán, sede del campeonato

El VII Campeonato Europeo de Atletismo se celebró en Belgrado (Yugoslavia) entre el 12 y el 16 de septiembre de 1962 bajo la organización de la Asociación Europea de Atletismo (EAA) y la Federación Yugoslava de Atletismo. 
Las competiciones se realizaron en el Estadio JNA de la capital yugoslava.

## Resultados

### Masculino
| Evento             | Oro                                                                                          | Plata                                                                              | Bronce                                                                                    |
| ------------------ | -------------------------------------------------------------------------------------------- | ---------------------------------------------------------------------------------- | ----------------------------------------------------------------------------------------- |
| 100 m              | Claude Piquemal Francia 10,4                                                                 | Jocelyn Delecour Francia 10,4                                                      | Peter Gamper Alemania Occidental 10,4                                                     |
| 200 m              | Ove Jonsson · Suecia · 20,7                                                                  | Marian Foik · Polonia · 20,8                                                       | Sergio Ottolina · Italia · 20,8                                                           |
| 400 m              | Robbie Brightwell Reino Unido 45,9                                                           | Manfred Kinder Alemania Occidental 46,1                                            | Hans-Joachim Reske Alemania Occidental 46,4                                               |
| 800 m              | Manfred Matuschewski República Democrática Alemana 1:50,5                                    | Valeri Bulishev Unión Soviética 1:51,2                                             | Paul Schmidt Alemania Occidental 1:51,2                                                   |
| 1.500 m            | Michel Jazy Francia 3:40,9                                                                   | Witold Baran · Polonia · 3:42,1                                                    | Tomáš Salinger Checoslovaquia 3:42,2                                                      |
| 5.000 m            | Bruce Tulloh Reino Unido 14:00,6                                                             | Kazimierz Zimny · Polonia · 14:01,8                                                | Piotr Bolotnikov Unión Soviética 14:02,6                                                  |
| 10.000 m           | Piotr Bolotnikov Unión Soviética 28:54,0                                                     | Friedrich Janke República Democrática Alemana 29:01,6                              | Roy Fowler Reino Unido 29:02,0                                                            |
| 110 m vallas       | Anatoli Mikhailov Unión Soviética 13,8                                                       | Giovanni Cornacchia · Italia · 14,0                                                | Nikolai Berezutski Unión Soviética 14,2                                                   |
| 400 m vallas       | Salvatore Morale · Italia · 49,2                                                             | Jörg Neumann Alemania Occidental 50,3                                              | Helmut Janz Alemania Occidental 50,5                                                      |
| 3.000 m obstáculos | Gaston Roelants · Bélgica · 8:32,6                                                           | Zoltán Vámos · Rumania · 8:37,6                                                    | Nikolai Sokolov Unión Soviética 8:40,6                                                    |
| 20 km marcha       | Kenneth Matthews Reino Unido 1:35:54                                                         | Hans-Georg Reimann República Democrática Alemana 1:36:14                           | Vladimir Golubnichi Unión Soviética 1:36:38                                               |
| 50 km marcha       | Abdon Pamich · Italia · 4:18:57                                                              | Grigori Panichkin Unión Soviética 4:24:37                                          | Donald Thompson Reino Unido 4:29:11                                                       |
| Maratón            | Brian Kilby Reino Unido 2:23:18                                                              | Aurèle Vandendriessche · Bélgica · 2:24:02                                         | Viktor Baikov Unión Soviética 2:24:19                                                     |
| Salto de altura    | Valeri Brumel Unión Soviética 2,21 m                                                         | Stig Pettersson · Suecia · 2,13 m                                                  | Robert Shavlakadze Unión Soviética 2,09 m                                                 |
| Salto con pértiga  | Pentti Nikula · Finlandia · 4,80                                                             | Rudolf Tomášek Checoslovaquia 4,60                                                 | Kauko Nyström · Finlandia · 4,60                                                          |
| Salto de longitud  | Igor Ter-Ovanesian Unión Soviética 8,19                                                      | Rainer Stenius · Finlandia · 7,85                                                  | Pentti Eskola · Finlandia · 7,85                                                          |
| Salto triple       | Józef Schmidt · Polonia · 16,55                                                              | Vladimir Goriayev Unión Soviética 16,39                                            | Oleg Fedoseyev Unión Soviética 16,24                                                      |
| Peso               | Vilmos Varjú · Hungría · 19,02                                                               | Viktor Lipsnis Unión Soviética 18,38                                               | Alfred Sosgórnik · Polonia · 18,26                                                        |
| Disco              | Vladimir Truseniov Unión Soviética 57,11                                                     | Kees Koch · Países Bajos · 55,96                                                   | Lothar Milde República Democrática Alemana 55,47                                          |
| Martillo           | Gyula Zsivótzky · Hungría · 69,64                                                            | Alexei Baltovski Unión Soviética 66,93                                             | Yuri Bakarinov Unión Soviética 66,57                                                      |
| Jabalina           | Janis Lusis Unión Soviética 82,04                                                            | Viktor Tsibulenko Unión Soviética 77,92                                            | Władysław Nikiciuk · Polonia · 77,66                                                      |
| 4 x 100 m          | Alemania Occidental 39,5 Klaus Ulonska Peter Gamper Hans-Joachim Bender Manfred Germar       | Polonia · 39,5 · Jerzy Juskowiak · Andrzej Zieliński · Zbigniew Syka · Marian Foik | Reino Unido 39,8 Alf Meakin Ron Jones Berwyn Jones David Jones                            |
| 4 x 400 m          | Alemania Occidental 3:05,8 Wilfried Kindermann Johannes Schmitt Joachim Reske Manfred Kínder | Reino Unido 3:05,9 Barry Jackson Ken Wilcock Adrian Metcalfe Robbie Brightwell     | Suiza · 3:07,0 · Bruno Galliker · Jean-Louis Descloux · Marius Theiler · Hans-Rüdi Bruder |
| Decatlón           | Vasili Kuznetsov Unión Soviética 8.026 pts.                                                  | Werner von Moltke Alemania Occidental 8.022 pts.                                   | Manfred Bock Alemania Occidental 7.835 pts.                                               |

### Femenino
| Evento            | Oro                                                                                    | Plata                                                                           | Bronce                                                           |
| ----------------- | -------------------------------------------------------------------------------------- | ------------------------------------------------------------------------------- | ---------------------------------------------------------------- |
| 100 m             | Dorothy Hyman Reino Unido 11,3                                                         | Jutta Heine Alemania Occidental 11,3                                            | Teresa Ciepły · Polonia · 11,4                                   |
| 200 m             | Jutta Heine Alemania Occidental 23,5                                                   | Dorothy Hyman Reino Unido 23,7                                                  | Barbara Sobotta · Polonia · 23,9                                 |
| 400 m             | Mariya Itkina Unión Soviética 53,4                                                     | Elizabeth Grieveson Reino Unido 53,9                                            | Tilly van der Zwaard · Países Bajos · 54,2                       |
| 800 m             | Gerda Kraan · Países Bajos · 2:02,8                                                    | Waltraut Kaufmann República Democrática Alemana 2:05,0                          | Olga Kazi · Hungría · 2:05,0                                     |
| 80 m vallas       | Teresa Ciepły · Polonia · 10,6                                                         | Karin Balzer República Democrática Alemana 10,6                                 | Maria Piątkowska · Polonia · 10,6                                |
| Salto de altura   | Iolanda Balaş · Rumania · 1,83 m                                                       | Olga Gere Yugoslavia 1,76 m                                                     | Linda Knowles Reino Unido 1,73 m                                 |
| Salto de longitud | Tatiana Shchelkanova Unión Soviética 6,36                                              | Elżbieta Krzesińska · Polonia · 6,22                                            | Mary Rand Reino Unido 6,22                                       |
| Peso              | Tamara Press Unión Soviética 18,55                                                     | Renate Boy República Democrática Alemana 17,17                                  | Galina Zibina Unión Soviética 16,95                              |
| Disco             | Tamara Press Unión Soviética 56,91                                                     | Doris Müller República Democrática Alemana 53,60                                | Jolán Kontsek · Hungría · 52,82                                  |
| Jabalina          | Elvira Ozolina Unión Soviética 54,93                                                   | Maria Diaconescu · Rumania · 52,10                                              | Alevtina Shastitko Unión Soviética 51,80                         |
| 4 x 100 m         | Polonia · 44,5 · Teresa Ciepły · Barbara Sobotta · Elżbieta Szyroka · Maria Piątkowska | Alemania Occidental 44,6 Erika Fisch Martha Pensberger Maren Collin Jutta Heine | Reino Unido 44,9 Ann Packer Dorothy Hyman Daphne Arden Mary Rand |
| Pentatlón         | Galina Bistrova Unión Soviética 4.833 pts.                                             | Denise Guénard Francia 4.735 pts.                                               | Helga Hoffmann Alemania Occidental 4.676 pts.                    |

## Medallero
| Núm. | País           | Oro | Plata | Bronce | Total |
| ---- | -------------- | --- | ----- | ------ | ----- |
| 1    | URSS           | 13  | 6     | 10     | 29    |
| 2    | Reino Unido    | 5   | 3     | 6      | 14    |
| 3    | RFA            | 3   | 5     | 6      | 14    |
| 4    | Polonia        | 3   | 5     | 5      | 13    |
| 5    | Francia        | 2   | 2     | 0      | 4     |
| 6    | Italia         | 2   | 1     | 1      | 4     |
| 7    | Hungría        | 2   | 0     | 2      | 4     |
| 8    | RDA            | 1   | 6     | 1      | 8     |
| 9    | Rumania        | 1   | 2     | 0      | 3     |
| 10   | Finlandia      | 1   | 1     | 2      | 4     |
| 11   | Países Bajos   | 1   | 1     | 1      | 3     |
| 12   | Bélgica        | 1   | 1     | 0      | 2     |
| 12   | Suecia         | 1   | 1     | 0      | 2     |
| 14   | Checoslovaquia | 0   | 1     | 1      | 2     |
| 15   | Yugoslavia     | 0   | 1     | 0      | 1     |
| 16   | Suiza          | 0   | 0     | 1      | 1     |
|      | TOTAL          | 36  | 36    | 36     | 108   |